# اودن، هلند
یودن (به هلندی: Uden) یک سکونتگاه مسکونی در هلند است که در برابانت شمالی واقع شده‌است.

## خصوصیات
یودن ۱۶ متر بالاتر از سطح دریا واقع شده‌است.